# Gauss (jednotka)
Gauss (případně v německé literatuře Gauß, zkratka G nebo Gs) je fyzikální jednotka magnetické indukce B v soustavě CGS. Je pojmenována po německém vědci C. F. Gaussovi.
Její velikost je rovna 1 G := 1 cm−1/2g1/2s−1
Jeden Gauss vyjadřuje indukci magnetického pole, které indukuje v průřezu 1 cm2 právě jednu magnetickou siločáru.
Vztah k jednotce soustavy SI tesla (jsou to jednotky odlišně definovaných veličin):
Má-li magnetické pole v daném místě Gaussovu magnetickou indukci rovnou 1 G, jeho magnetická indukce je rovna 10−4 T.
Formálně je gauss roven jednotce oersted, ta se však v soustavě CGS používá pro vyjádření intenzity magnetického pole H a pouze ve vakuu platí B = H.